# Xanthoceras
Xanthoceras é um género botânico pertencente à família Sapindaceae.